# Jan Pojda
Jan Pojda (ur. 27 stycznia 1890 w Pyskowicach, zm. 20 września 1942 w KL Dachau) – polski duchowny rzymskokatolicki, organizator i pierwszy proboszcz parafii Niepokalanego Serca Najświętszej Maryi Panny w Książenicach. Działacz plebiscytowy na Śląsku.

## Życiorys
W 1901 ukończył niemiecką szkołę powszechną w Rudzińcu. Po uzyskaniu egzaminu dojrzałości wstąpił na Wydział Teologiczny Uniwersytetu Wrocławskiego. Święcenia kapłańskie otrzymał 21 czerwca 1913 z rąk kardynała Jerzego Koppa. Następnie przez trzy lata pełnił posługę jako wikariusz w Berlinie. W 1917 został przeniesiony do Opola, a następnie pełnił posługę jako wikariusz w Mszanie i Mysłowicach.
1 października 1923 objął funkcję administratora (kuratusa) kościoła w Książenicach. W 1924, Administracja Apostolska Polskiego Śląska w Katowicach, w uznaniu pracy duszpasterskiej ks. Pojdy nadała mu tytuł proboszcza (proboszcz tytularny), a w 1925 objął funkcję proboszcza nowoerygnowanej samodzielnej parafii w Książenicach, wyłączonej z parafii rybnickiej. W Książenicach, Jan Pojda założył i prowadził amatorski zespół teatralny, a także Towarzystwo św. Barbary dla mężczyzn, Bractwo Matek Chrześcijańskich dla niewiast, Kongregację Mariańską dla panien oraz Stowarzyszenia Młodzieży Polskiej dla chłopców. Był również nauczycielem religii w miejscowej szkole.
W trakcie okupacji niemieckiej podczas II wojny światowej, został aresztowany przez gestapo w maju 1940. Więziony był w Ryniku oraz Katowicach. Następnie deportowany został do obozu koncentracyjnego KL Mauthausen-Gusen, skąd został deportowny do KL Dachau, gdzie zmarł 20 września 1942 roku. Jego symboliczny grób znajduje się na cmentarzu w Książenicach.

## Upamiętnienie
Jan Pojda jest patronem ulic w Książenicach i Rybniku.
Został wymieniony na tablicy upamiętniającej zamordowanych księży z diecezji katowickiej, która znajduje się wewnątrz archikatedry p.w. Chrystusa Króla w Katowicach.